# Alvaro Rodrigues
Alvaro Rodrigues (født 19. juli 1993) er en brasiliansk fodboldspiller, som spiller for den japanske fodboldklub Montedio Yamagata.